# Wilmer Crisanto
Wilmer Crisanto (La Ceiba, Departamento de Atlántida, Honduras, 24 de junio de 1989) es un futbolista hondureño, Juega de Lateral derecho y su club actual es el Santo Domingo Savio de la Liga de Ascenso de Honduras.

## Trayectoria
Wilmer Crisanto se enroló en las reservas del Club Deportivo Victoria en el año 200. Debutó profesionalmente para este club en 2007, a los 16 años de edad, jugando inicialmente como defensa central. Durante su primer año jugando para Victoria, logró disputar treinta y seis partidos y anotó en una ocasión.
Tras destacadas actuaciones con el Victoria, Crisanto comenzó a llamar la atención del Godoy Cruz de la Primera División de Argentina, siendo finalmente fichado a préstamo por el equipo argentino, debutando el 19 de octubre de 2008 ante Newell's Old Boys durante el empate de 0 a 0. 
En el año 2009, tras finalizar su préstamo con Godoy Cruz, Crisanto regresa a las filas del club que lo vio nacer futbolísticamente. Estando allí, se consagró subcampeón en el Torneo Apertura 2012, como capitán. Además disputó su primer torneo internacional, la Concacaf Liga Campeones 2013-14 de la mano del estratega argentino Héctor Vargas. Al final, acumuló un total de ciento nueve partidos disputados y cinco anotaciones.
El 27 de noviembre de 2013 es anunciado como fichaje del Club Deportivo Motagua, club con el cual se coronó campeón de la Liga Nacional de Honduras en el Torneo Apertura 2014.

## Selección nacional
Ha sido internacional con la Selección de fútbol de Honduras en categorías Sub-17, Sub-20, Sub-23 y actualmente con la mayor. Debutó con la Selección de fútbol de Honduras el 7 de septiembre de 2010, en un amistoso frente a Canadá que finalizó con derrota 2-1.
El 29 de agosto de 2014 se anunció que Crisanto había sido convocado para disputar la Copa Centroamericana 2014 con Honduras.

### Participaciones en Copas del Mundo
| Mundial                | Sede   | Resultado      |
| ---------------------- | ------ | -------------- |
| Mundial Sub-20 de 2009 | Egipto | Fase de grupos |

### Participaciones en Juegos Olímpicos
| Juegos Olímpicos | Sede        | Resultado        |
| ---------------- | ----------- | ---------------- |
| Londres 2012     | Reino Unido | Cuartos de final |

### Participaciones en Copa Centroamericana
| Copa Centroamericana      | Sede           | Resultado    |
| ------------------------- | -------------- | ------------ |
| Copa Centroamericana 2014 | Estados Unidos | Quinto lugar |

### Participaciones en Copa de Oro
| Copa de Oro      | Sede                    | Resultado      |
| ---------------- | ----------------------- | -------------- |
| Copa de Oro 2015 | Estados Unidos · Canadá | Fase de Grupos |

## Clubes
| Club                | País      | Año         |
| ------------------- | --------- | ----------- |
| Victoria            | Honduras  | 2007 - 2008 |
| Godoy Cruz          | Argentina | 2008        |
| Victoria            | Honduras  | 2009 - 2013 |
| Motagua             | Honduras  | 2014 - 2021 |
| Marathón            | Honduras  | 2021 - 2022 |
| Victoria            | Honduras  | 2022 - 2023 |
| Real Sociedad       | Honduras  | 2023 - 2024 |
| Santo Domingo Savio | Honduras  | 2024 - ?    |

## Estadísticas
Actualizado el 16 de mayo de 2016
| Victoria Honduras                                                |                     |                     |     |    |   |   |   |     |     |    |
| 2007-08                                                          | 1.ª                 | 30                  | 1   | -  | - | - | - | 30  | 1   |    |
| Total                                                            | Total               | 30                  | 1   | 0  | 0 | 0 | 0 | 30  | 1   |    |
| Godoy Cruz Argentina                                             |                     |                     |     |    |   |   |   |     |     |    |
| 2008-09                                                          | 1.ª                 | 1                   | 0   | -  | - | - | - | 1   | 0   |    |
| Total                                                            | Total               | 1                   | 0   | 0  | 0 | 0 | 0 | 1   | 0   |    |
| Victoria Honduras                                                |                     |                     |     |    |   |   |   |     |     |    |
| 2008-09                                                          | 1.ª                 | 6                   | 0   | -  | - | - | - | 6   | 0   |    |
| 2009-10                                                          | 1.ª                 | 22                  | 1   | -  | - | - | - | 22  | 1   |    |
| 2010-11                                                          | 1.ª                 | 30                  | 1   | -  | - | - | - | 30  | 1   |    |
| 2011-12                                                          | 1.ª                 | 27                  | 1   | -  | - | - | - | 27  | 1   |    |
| 2012-13                                                          | 1.ª                 | 31                  | 3   | -  | - | - | - | 31  | 3   |    |
| 2013-14                                                          | 1.ª                 | 8                   | 2   | -  | - | 2 | 1 | 8   | 2   |    |
| Total                                                            | Total               | 124                 | 8   | 0  | 0 | 2 | 1 | 126 | 9   |    |
| Motagua Honduras                                                 |                     |                     |     |    |   |   |   |     |     |    |
| 2013-14                                                          | 1.ª                 | 18                  | 0   | -  | - | - | - | 18  | 0   |    |
| 2014-15                                                          | 1.ª                 | 39                  | 2   | 0  | 0 | - | - | 39  | 2   |    |
| 2015-16                                                          | 1.ª                 | 39                  | 2   | 0  | 0 | 4 | 0 | 43  | 2   |    |
| 2016-17                                                          | 1.ª                 | 31                  | 5   | 0  | 0 | 0 | 0 | 31  | 5   |    |
| Total                                                            | Total               | 127                 | 9   | 0  | 0 | 4 | 0 | 131 | 9   |    |
| Total en su carrera                                              | Total en su carrera | Total en su carrera | 282 | 18 | 0 | 0 | 6 | 1   | 288 | 19 |
| (1)Incluye Copa de Honduras. (2)Incluye Concacaf Liga Campeones. |                     |                     |     |    |   |   |   |     |     |    |

## Palmarés

### Campeonatos nacionales
| Título                | Club    | País     | Año  |
| --------------------- | ------- | -------- | ---- |
| Torneo Apertura       | Motagua | Honduras | 2014 |
| Torneo Apertura       | Motagua | Honduras | 2016 |
| Torneo Clausura       | Motagua | Honduras | 2017 |
| Supercopa de Honduras | Motagua | Honduras | 2017 |